# Honorius I.
Honorius I. byl římský papež (625 – 638), kterého Třetí konstantinopolský koncil (7. listopadu 680 – 28. února 681) odsoudil jako kacíře.

## Život
Honoriovo kacířství je argumentem odpůrců dogmatu o papežské neomylnosti. Podle nich jde o důkaz, že učení o papežské neomylnosti je novotou, kterou prvotní církev nezastávala a kterou Západ o své škodě poškodil věrouku. Papež Lev II. potvrdil závěry koncilu, když odsoudil Honoria jako někoho, kdo profana proditione immaculatem fidem subvertare conatus est.

## Text anathema
Ono bohumile objasnilo, že jsme povinni vyznávati dvě přirozené vůle nebo chtění a dvě přirozené činnosti ve vtěleném pro naše spasení jediném Pánu našem Ježíši Kristu, pravému Bohu; ty pak, kdož pravé dogma pravdy zvrátili a jedinou vůli a jedinou činnost v jediném Pánu Bohu našem Ježíši Kristu lidem ukázali, na soudu zbožnosti obvinilo jak Theodora (biskupa) Faranského, Kyra Alexandrijského, Honoria Římského, Sergija, Pyrra, Pavla, Petra, kteří byli představiteli církve v tomto městě, od Boha spaseném, Makarije, antiochijského biskupa, žáka jeho Štěpána a nerozumného Polychronije, tímto způsobem zachovávajíc nedotknutelným společné tělo Krista Boha našeho.

## Odkazy

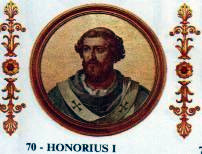
Portrét papeže Honoria I. v bazilice sv. Pavla za hradbami